# کمپسی، نیو ساوت ولز
کمپسی، نیو ساوت ولز (انگلیسی: Kempsey, New South Wales) شهری است در منطقه نیو نورث کست، استرالیا و کرسی شورای شایر را دارد. این شهر در فاصله ۱۵ کیلومتری ساحل رودخانه مک‌کلی آرام، در نزدیکی جایی که بزرگراه پاسیفیک نامیده می‌شود و مسیر راه‌آهن ساحل‌عاج، خط راه‌آهن ساحل شمالی از مک‌کلی عبور می‌کنند، واقع شده‌است. تقریبا ۳۴۵ کیلومتر در شمال سیدنی است.